# Inka Krčmářová-Křížková
Inka Krčmářová-Křížková (10. května 1900 Praha – 25. listopadu 1982 Praha) byla česká malířka, grafička a uměleckoprůmyslová výtvarnice.

## Život
Soukromě studovala u Aloise Kalvody, profesora Rudolfa Vejrycha a Jindřicha Hlavína. Následně mezi roky 1922 a 1924 vystudovala pražskou Uměleckoprůmyslovou školu. Ve své tvorbě se specializovala na motivy z Orlických hor. Byla členkou Kruhu výtvarných umělkyň a zúčastnila se jeho výstav. Prezentovala své dílo též na přehlídkách tvorby ikonografie Žamberecka roku 1940.

## Dílo
Vytvořila například:
- Žamberk za zimy
- Kunvald